# Piney (Arkansas)
Piney és una concentració de població designada pel cens dels Estats Units a l'estat d'Arkansas. Segons el cens del 2000 tenia 3.988 habitants.

## Demografia
Segons el cens del 2000, Piney tenia 3.988 habitants, 1.617 habitatges, i 1.193 famílies. La densitat de població era de 235,4 habitants/km².
Dels 1.617 habitatges en un 33,3% hi vivien nens de menys de 18 anys, en un 56,3% hi vivien parelles casades, en un 12,8% dones solteres, i en un 26,2% no eren unitats familiars. En el 21,2% dels habitatges hi vivien persones soles el 7,3% de les quals corresponia a persones de 65 anys o més que vivien soles. El nombre mitjà de persones vivint en cada habitatge era de 2,46 i el nombre mitjà de persones que vivien en cada família era de 2,83.
Per edats la població es repartia de la següent manera: un 25,3% tenia menys de 18 anys, un 7,5% entre 18 i 24, un 30,6% entre 25 i 44, un 23,5% de 45 a 60 i un 13,2% 65 anys o més.
L'edat mediana era de 36 anys. Per cada 100 dones de 18 o més anys hi havia 96,8 homes.
La renda mediana per habitatge era de 31.827 $ i la renda mediana per família de 34.780 $. Els homes tenien una renda mediana de 26.078 $ mentre que les dones 20.709 $. La renda per capita de la població era de 15.055 $. Entorn del 12,4% de les famílies i el 16% de la població estaven per davall del llindar de pobresa.

## Poblacions més properes
El següent diagrama mostra les poblacions més properes.